# 장건현
장건현(張健賢, 1991년 10월 15일 ~ )은 대한민국의 바둑 기사이다.

## 약력
부산 출신이다. 부모의 권유로 7세 때 처음 바둑교실을 통해 바둑을 접했다. 장명한 바둑도장과 허장회 바둑도장에서 수학했다. 전투적인 바둑을 두며, 2008년 조남철배 학생부 우승과 2005년 학초배에서 3위로 입상했다. 2007년 장명한 바둑도장을 그만 둔 후 독학으로 2009년 지역연구생 입단대회를 통해 입단했다. 2012년 2단을 거쳐 2014년에 3단으로 승단했다. 2018년 4단으로 승단했다.